# Jemal Karchkhadze
Jemal Karchkhazdze (en georgiano ჯემალ ქარჩხაძე; Ukhuti, 13 de mayo de 1936 - Tiflis, 8 de noviembre de 1998) fue un novelista y traductor georgiano.

## Biografía
Jemal Karchkhadze completó su educación secundaria en la ciudad de Kutaisi y luego se mudó a Tiflis para continuar sus estudios en la Universidad Estatal. Se graduó en 1960 en lengua y literatura georgianas. Entre 1961 y 1982 trabajó en el Ministerio de Cultura, en el Teatro de Marionetas y en los estudios de cine Kartuli Pilmi, antes de renunciar a un empleo regular para dedicarse a tiempo completo a la escritura.

## Obra
Las primeras obras publicadas de Jemal Karchkhadze fueron muy bien recibidas por el público pero criticadas por las autoridades soviéticas de la época. Pese a ello, Karchkhadze continuó escribiendo regularmente y publicando sus obras. En 1977 se publicó uno de sus cuentos más aclamados, Igi (იგი), ambientado en tiempos prehistóricos en un período en el que el primer artista y pensador descubre un método para crear imágenes.
A esta obra le siguieron novelas fundamentales en la producción literaria de Karchkhadze como La caravana (ქარავანი, 1984), Antonio y David (ანტონიო და დავითი, 1987) y Zebulon (ზებულონი, 1988).
Antonio y David es un libro escrito en primera persona por un viajero y comerciante italiano, Bartolomeo d'Aniti, en donde se narran historias, costumbres y hábitos de distintos pueblos. El texto, que combina armoniosamente una narración tensa con una poderosa corriente intelectual, está redactado con un lenguaje impecable y una técnica del más alto nivel. De acuerdo a la crítica literaria L. Bregadze:

Los grandes escritores se identifican sobre todo por la construcción de sus frases. La redacción de Jemal Karchkhadze es asombrosa.

Jemal Karchkhadze no recibió ningún premio o premio durante su vida, siendo redescubierto en el nuevo milenio por las nuevas generaciones. Actualmente algunas de sus obras están incluidas en los libros de texto escolares de lengua y literatura georgiana.